# Gira Presentación Ay Ay Ay
Es la segunda gira realizada por la banda de rock argentino Los Piojos. Comenzó el 12 de marzo de 1994 y terminó el 23 de agosto de 1996. Se realizó para presentar su segundo disco titulado Ay ay ay. Comenzaron con varios shows en distintos puntos del país, durante el año 1994, antes y después de lanzado el álbum, tales como Arpegios, Mvseo Rock y El Manicomio. En diciembre de 1994 se realiza la presentación del disco en el mismo lugar donde arrancó la gira. Durante 1995 se presentan en Baradero y otras ciudades hasta volver al Teatro Arpegios, dando una innumerable cantidad de conciertos. Además tocaron en La Trastienda durante septiembre y octubre de ese mismo año, hasta cerrar el año otra vez en el Arpegios. En 1996 siguieron dando shows en La Trastienda, otra vez Arpegios y Dr. Jekyll, y siguieron tocando en varios lugares mientras grababan su nuevo disco, que salió en agosto y se titula 3er Arco.

## Shows previos, lanzamiento del disco y gira

### 1994
Comienzan un nuevo año tocando el 12 de marzo en el Teatro Arpegios. El 16 de abril, la banda toca en El Manicomio. Al mes posterior tocan en Arpegios otra vez y en Mvseo Rock. En julio, la banda toca en Proyecto Disco, y el 6 de agosto regresan al Teatro Arpegios otra vez. El 12 de noviembre dan un concierto en el Club Altense. El 10 de diciembre aparece el segundo disco de la banda. Se titula Ay ay ay. Contiene 13 temas. Uno de ellos contiene videoclip. La mayor parte de los temas de este disco fueron estrenados durante la gira de su disco anterior. Estos son Arco, Arco II, Babilonia, Te diría y Ximenita. Para este disco, la banda se quedó sin tecladista. La formación fue la siguiente: Andrés Ciro Martínez (voz), Gustavo Kupinski (guitarra), Daniel "Piti" Fernández (guitarra rítmica), Daniel Buira (batería) y Miguel Ángel Rodríguez (bajo). El tema Muy despacito está dedicado al padre de Andrés Ciro Martínez, que se encontraba internado y moriría dos años después. En la portada se puede observar a un piojo apenado que se convierte luego en un luchador, con tres monstruos a su lado que se le acercan e intentan lastimarlo. Este trabajo fue dedicado a Diego Armando Maradona. Se lo conoce como El disco rojo. El disco fue producido por Alfredo Toth. Se presentó de manera oficial el 17 de diciembre de 1994 en el Teatro Arpegios. Así se cierra la primera parte de la gira.

### 1995
Comienzan un nuevo año tocando el 3 de febrero en La Ruta Disco de Baradero. Se realizó a falta de pocos días para el debut de sus pares británicos The Rolling Stones, que tocaron en Buenos Aires los días 9, 11, 12, 14 y 16 de febrero, con 5 conciertos detonadores que se desarrollaron en el estadio de River, todos a lleno total. Los días 10 y 11 de marzo tocaron otra vez en el Teatro Arpegios. El 7 y 8 de abril hacen un tercer y cuarto concierto en ese mismo teatro. El 20 de abril dan su primer concierto en Córdoba. 10 días después participan del homenaje a Walter Bulacio junto a Caballeros de la Quema y La Renga. El 2 de junio, la banda participa del festival Girarock 1995. Al siguiente día, el líder de la banda participó en ese mismo festival como invitado de La Renga, con quienes cantó las canciones Negra es mi alma, negro mi corazón y Blues de Bolivia. El 17 de junio tocaron en El Cafetal, y luego en el Aero Bar 94. Al mes posterior tocaron durante dos noches en Rosario, siendo teloneados por Cielo Razzo, banda local que estaba dando recién sus primeros pasos en la música. Antes dieron otro concierto en el Teatro Arpegios. Luego tocan en el Ital Club, volviendo a Baradero 5 días después, es decir el 27 de julio. Los días 11 y 12 de agosto, la banda regresa otra vez al Teatro Arpegios, donde estrenan temas de su tercer disco. El 26 de agosto, la banda toca en La Rockería, unos días después de La Renga, que repitió en diciembre. Los días 8, 9 y 10 de septiembre dan un triplete en La Trastienda. En esos tres shows, la banda interpretó un tema que nunca más volvió a sonar en vivo. Se trata del inédito Breve rock and roll, que además nunca salió en ningún álbum de la banda. El 5 de octubre, la banda regresa al Teatro Arpegios, y dan un doblete en La Trastienda otra vez. El 27 de octubre tocaron en el Rancho Cucamonga. Es a partir de ahí que empieza a originarse el cariño de Andrés Ciro Martínez hacia Chubut. El 28 de octubre, la banda toca en La Colmena. El 19 de noviembre, la banda regresa otra vez al Teatro Arpegios, y despiden el año en La Rockería el 2 de diciembre y en el mismo escenario el 12 de diciembre.

### 1996
Comienzan el año con un concierto en La Trastienda el 8 de marzo. Allí se presentaron por primera vez los temas Verano del '92 y Todo pasa. Luego dieron cuatro shows en el Teatro Arpegios los días 9, 22, 23 y 24 de marzo. El show del 9 de marzo estaba previsto a realizarse en La Trastienda, pero por diversos motivos, se trasladó al Teatro Arpegios. En el último concierto (24 de marzo), Andrés Ciro Martínez hizo, antes de entonar Maradó, una referencia a los 20 años de la última dictadura cívico-militar que azotó y asoló el país desde el 24 de marzo de 1976 hasta el 10 de diciembre de 1983. El Teatro Arpegios fue el recinto más visitado por la banda en toda esta gira. Hicieron un total de 18 shows en los dos años que duró la gira de presentación de este disco, antes y después de ser lanzado (12 de marzo de 1994 al 24 de marzo de 1996). El 4 y 5 de abril, la banda da dos nuevos shows en la Estación Mitre. Los días 12 y 13 de abril, la banda dio un doblete en Dr. Jekyll. Luego participan del Festival en memoria de Walter Bulacio junto a La Renga y varios artistas más. Al mes posterior, la banda toca en la Sociedad Rural y en el Club Universal de La Plata. El 10 de agosto, la banda toca en el Gimnasio Gatica. El 22 de agosto, la banda da un recital en el Gimnasio del Club Universitario, y al día posterior nuevamente tocan en el Rancho Cucamonga.

## Conciertos de la gira
| Fecha                    | Ciudad        | País      | Recinto                |
| ------------------------ | ------------- | --------- | ---------------------- |
| América del Sur          |               |           |                        |
| 12 de marzo de 1994      | Buenos Aires  | Argentina | Teatro Arpegios        |
| 16 de abril de 1994      | Buenos Aires  | Argentina | El Manicomio           |
| 6 de mayo de 1994        | Buenos Aires  | Argentina | Teatro Arpegios        |
| 28 de mayo de 1994       | Buenos Aires  | Argentina | Mvseo Rock             |
| 16 de julio de 1994      | General Pinto | Argentina | Proyecto Disco         |
| 6 de agosto de 1994      | Buenos Aires  | Argentina | Teatro Arpegios        |
| 12 de noviembre de 1994  | Punta Alta    | Argentina | Club Altense           |
| 17 de diciembre de 1994  | Buenos Aires  | Argentina | Teatro Arpegios        |
| 3 de febrero de 1995     | Baradero      | Argentina | La Ruta Disco          |
| 10 de marzo de 1995      | Buenos Aires  | Argentina | Teatro Arpegios        |
| 11 de marzo de 1995      | Buenos Aires  | Argentina | Teatro Arpegios        |
| 7 de abril de 1995       | Buenos Aires  | Argentina | Teatro Arpegios        |
| 8 de abril de 1995       | Buenos Aires  | Argentina | Teatro Arpegios        |
| 20 de abril de 1995      | Córdoba       | Argentina | Estación Mitre         |
| 2 de junio de 1995       | Córdoba       | Argentina | Club Hindú             |
| 17 de junio de 1995      | La Plata      | Argentina | El Cafetal             |
| 20 de junio de 1995      | La Plata      | Argentina | Aero Bar 94            |
| 7 de julio de 1995       | Buenos Aires  | Argentina | Teatro Arpegios        |
| 15 de julio de 1995      | Rosario       | Argentina | Juanjo Tasca           |
| 16 de julio de 1995      | Rosario       | Argentina | Morrison Club          |
| 22 de julio de 1995      | Ramos Mejía   | Argentina | Ital Club              |
| 27 de julio de 1995      | Baradero      | Argentina | Club Atlético Baradero |
| 11 de agosto de 1995     | Buenos Aires  | Argentina | Teatro Arpegios        |
| 12 de agosto de 1995     | Buenos Aires  | Argentina | Teatro Arpegios        |
| 26 de agosto de 1995     | Banfield      | Argentina | La Rockería            |
| 8 de septiembre de 1995  | Buenos Aires  | Argentina | La Trastienda Club     |
| 9 de septiembre de 1995  | Buenos Aires  | Argentina | La Trastienda Club     |
| 10 de septiembre de 1995 | Buenos Aires  | Argentina | La Trastienda Club     |
| 5 de octubre de 1995     | Buenos Aires  | Argentina | Teatro Arpegios        |
| 6 de octubre de 1995     | Buenos Aires  | Argentina | La Trastienda Club     |
| 13 de octubre de 1995    | Buenos Aires  | Argentina | La Trastienda Club     |
| 27 de octubre de 1995    | Puerto Madryn | Argentina | Rancho Cucamonga       |
| 28 de octubre de 1995    | Moreno        | Argentina | La Colmena             |
| 19 de noviembre de 1995  | Buenos Aires  | Argentina | Teatro Arpegios        |
| 2 de diciembre de 1995   | Banfield      | Argentina | La Rockería            |
| 12 de diciembre de 1995  | Buenos Aires  | Argentina | Teatro Arpegios        |
| 8 de marzo de 1996       | Buenos Aires  | Argentina | La Trastienda Club     |
| 9 de marzo de 1996       | Buenos Aires  | Argentina | Teatro Arpegios        |
| 22 de marzo de 1996      | Buenos Aires  | Argentina | Teatro Arpegios        |
| 23 de marzo de 1996      | Buenos Aires  | Argentina | Teatro Arpegios        |
| 24 de marzo de 1996      | Buenos Aires  | Argentina | Teatro Arpegios        |
| 4 de abril de 1996       | Córdoba       | Argentina | Estación Mitre         |
| 5 de abril de 1996       | Córdoba       | Argentina | Estación Mitre         |
| 12 de abril de 1996      | Buenos Aires  | Argentina | Dr. Jekyll             |
| 13 de abril de 1996      | Buenos Aires  | Argentina | Dr. Jekyll             |
| 28 de abril de 1996      | Buenos Aires  | Argentina | Parque Rivadavia       |
| 2 de mayo de 1996        | Rosario       | Argentina | Sociedad Rural         |
| 10 de mayo de 1996       | La Plata      | Argentina | Club Universal         |
| 10 de agosto de 1996     | Wilde         | Argentina | Gimnasio Gatica        |
| 22 de agosto de 1996     | Bahía Blanca  | Argentina | Club Universitario     |
| 23 de agosto de 1996     | Puerto Madryn | Argentina | Rancho Cucamonga       |

## Conciertos suspendidos y/o reprogramados
- 09/03/1996 - La Trastienda Club, Buenos Aires

## Formación durante la gira
- Andrés Ciro Martínez - Voz y armónica (1989-2009, 2024-Actualidad)
- Gustavo Kupinski - Guitarra líder (1991-2009)
- Daniel "Piti" Fernández - Guitarra rítmica (1988-2008, 2024-Actualidad)
- Miguel Ángel "Micky" Rodríguez - Bajo (1988-2009)
- Daniel Buira - Batería (1988-2000, 2024-Actualidad)